# Scarlatti (famiglia)
Gli Scarlatti furono una famiglia storica nobiliare di Firenze, da non confondere con un famiglia di musicisti siciliani di cui fece parte, tra gli altri, Alessandro Scarlatti.

## Storia familiare
Ser Scarlatto di Nuto era un notaio di Castelfiorentino, che si inurbò a Firenze verso la metà del Trecento. Nel 1355 risulta ambasciatore nel Valdarno, poi gonfaloniere di Compagnia, ma la sua vita fu stroncata nel 1389, venendo assassinato per le faide politiche di quegli anni. Su figlio Antonio fu priore, carica che in famiglia venne detenuta 12 volte, mentre si registra un Filippo Scarlatti gonfaloniere di Giustizia nel 1483, che fu anche un dantista. Un ramo familiare si stabilì poi in Portogallo, a Lisbona, dove ebbe una certa fortuna. Le case della famiglia si trovarono in Oltrarno, nei pressi della piazza degli Scarlatti che ne ricorda il nome. 
Bernardo degli Scarlatti (m. 1496), francescano, fu dichiarato beato.
Si trova anche il cognome "Scarlatti Rondinelli", per il testamento di Francesco Rondinelli che lasciò erede Piero Scarlatti nel 1664.